# Matthías Jochumsson
Matthías Jochumsson (ur. 11 listopada 1835 w Skógar, zm. 18 grudnia 1920 w Akureyri) islandzki poeta, dramaturg i tłumacz. Najbardziej znany jest z tego, że w 1874 r. napisał hymn Islandii Lofsöngur.
Urodził się w islandzkiej miejscowości Skógar w biednej rodzinie. Lecz postanowił podróżować i się kształcić. Kiedy był biznesmenem odkrył w sobie pasję do nauki języków i literatury. Oprócz hymnu napisał sztukę Skugga-Sveinn (Wyjęci spod prawa). Przetłumaczył na język islandzki dzieła Shakespeare'a, Byrona oraz poetów niemieckich. Zmarł w Akureyri, gdzie obecnie na ulicy Sigurhæðir znajduje się poświęcone mu muzeum.